# Fundación Vital Fundazioa
La Fundación Vital Fundazioa es una fundación bancaria española con sede en Vitoria. Es la entidad resultante de la transformación, en 2014, de la caja de ahorros Caja de Ahorros de Vitoria y Álava - Araba eta Gasteizko Aurrezki Kutxa (conocida como Caja Vital / Vital Kutxa), la cual, desde el 1 de enero de 2012, ejerció su actividad financiera a través del SIP Kutxabank junto con BBK y Kutxa. Su actividad consiste en el mantenimiento y difusión del patrimonio y la obra social y cultural heredada de la caja de ahorros.
A 31 de diciembre de 2023, la fundación poseía un 11% de Kutxabank.

## Historia

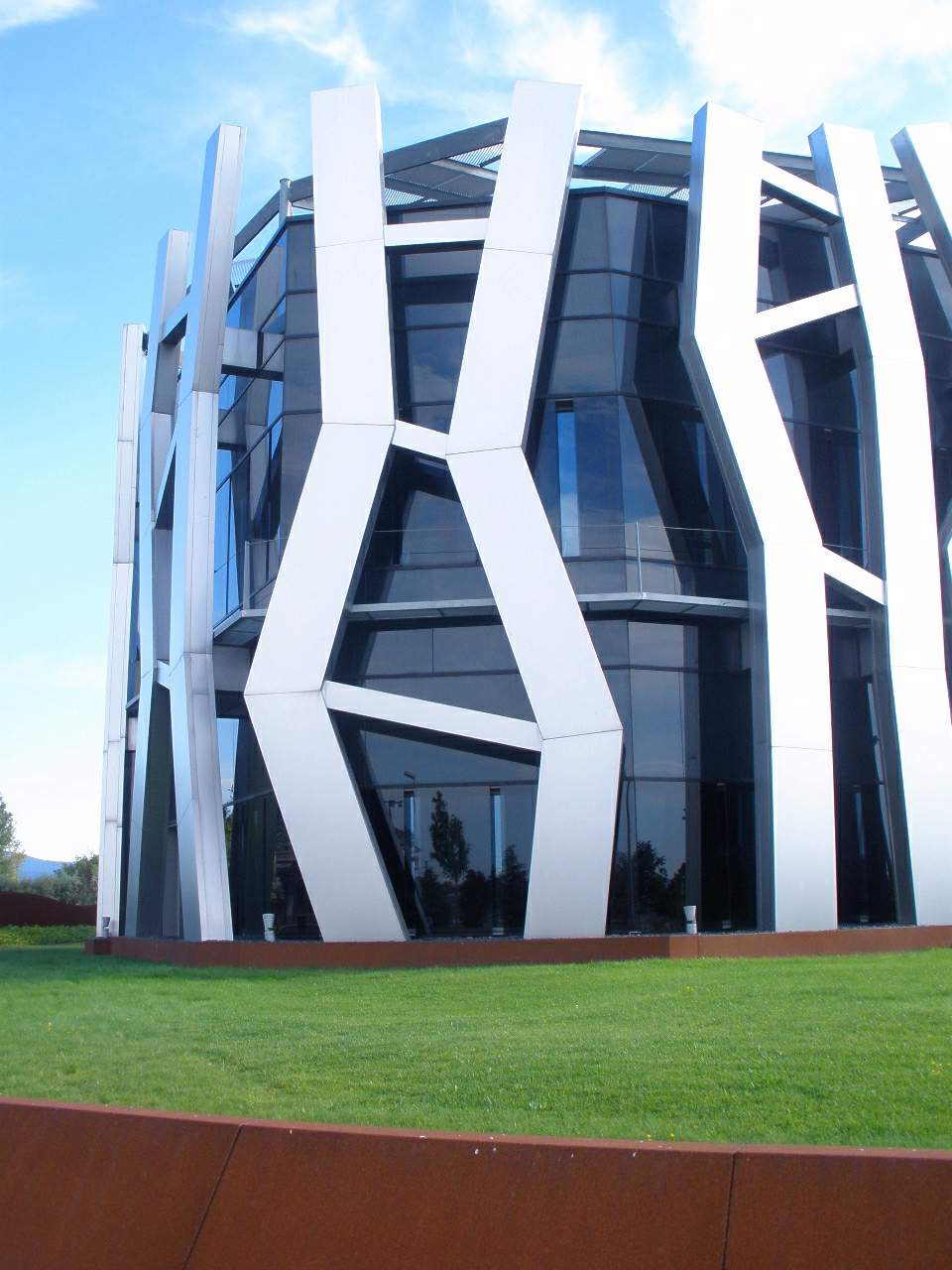
Antigua sede de Caja Vital / Vital Kutxa en Vitoria.

El 19 de noviembre de 1850, la Caja de Ahorros de Municipal de Vitoria abrió sus puertas en los bajos del Ayuntamiento de la plaza de España durante dos horas. Sólo una persona acudió a poner depositar su dinero en la recién nacida entidad. La primera cartilla correspondió a un vecino de la calle Herrería de Vitoria, y nacido en Ali. La cantidad que aportó fue de 1.000 reales, el tope que marcaba el reglamento.
Caja Vital nació de la fusión el 18 de junio de 1990, de la Caja Provincial de Ahorros de Álava y de la Caja de Ahorros y Monte de Piedad de Vitoria. La municipal, fundada en 1850, fue la primera del País Vasco, sólo 11 años después de la primera caja de ahorros española, la de Madrid. La provincial nacería en 1918, comprometida también con la obra social, como el mantenimiento del hospital de tuberculosos, ayudas a la vejez con pensiones, fondos para construir el nuevo Seminario, o construcción de viviendas bajo el lema "una casa, un huerto, un jardín".
En 2007, Caja Vital manejaba un volumen de negocio de 11.600 millones de euros, cinco veces superior al presupuesto de la Diputación. Un 82% de los alaveses tenían algún tipo de cuenta con la entidad.

### Kutxabank
El 16 de septiembre de 2011, la asamblea extraordinaria de Caja Vital aprobó la creación del banco Kutxabank a través del cual ejercería su actividad financiera desde el 1 de enero de 2012. Kutxabank se creó mediante un SIP junto a BBK y Kutxa.
En julio de 2013, Kutxabank comenzó a cambiar los rótulos de las oficinas de fuera del País Vasco para instaurar la marca "Kutxabank"; mientras que en el País Vasco se mantuvieron las marcas de las cajas fundadoras ("BBK", "Kutxa" y "Caja Vital / Vital Kutxa"). El resultado fue que, en sus oficinas, se utilizaría la marca "Caja Vital / Vital Kutxa" en Álava.

### Transformación en fundación
El 30 de junio de 2014, la Asamblea General de Caja Vital aprobó la transformación de la entidad en una fundación bancaria, de acuerdo con la Ley de Cajas de Ahorros y Fundaciones Bancarias.
En 2022, Kutxabank comenzó a sustituir en el País Vasco las marcas de las antiguas cajas de ahorros ("BBK", "Kutxa" y "Caja Vital / Vital Kutxa") por la marca "Kutxabank".

## Obra social
En 2015, el consejo de administración de Kutxabank aprobó destinar 45 millones de euros a la obra social de las tres fundaciones bancarias propietarias del banco.